# Гаттінара
Гаттінара, Ґаттінара (італ. Gattinara, п'єм. Gatinera) — муніципалітет в Італії, у регіоні П'ємонт, провінція Верчеллі.

## Загальна інформація
Гаттінара розташована на відстані близько 530 км на північний захід від Рима, 85 км на північний схід від Турина, 34 км на північ від Верчеллі.
Населення — 8144 особи (2014).
Навколо муніципалітету розташована однойменна виноробна зона, яка виробляє вино категорії DOCG з винограду сорту неббіоло.
Щорічний фестиваль відбувається 29 червня. Покровитель — святий Петро.

## Демографія
Населення за роками:

Станом на 1 січня 2023 року в муніципалітеті офіційно проживало 517 іноземців з 43 країн, серед них 68 громадян країн Євросоюзу та 138 громадян України.

## Сусідні муніципалітети
- Гемме
- Лента
- Лоццоло
- Роазіо
- Романьяно-Сезія
- Ровазенда
- Серравалле-Сезія